# Vernee Watson-Johnson
Vernee Watson-Johnson (ur. 14 stycznia 1954 w Trenton w stanie New Jersey) – amerykańska aktorka charakterystyczna, znana z ról w serialach Jak dwie krople czekolady i Bajer z Bel-Air, jak i z głosowej roli w animowanym serialu Hanna-Barbery Kapitan Grotman i Aniołkolatki.